# Leslie King (acteur)
Pour les articles homonymes, voir King et Leslie King.
Leslie King, né en 1876 (date exacte inconnue) à Baltimore (Maryland) et mort le 10 octobre 1947 à Amityville (État de New York), est un acteur américain.

## Biographie

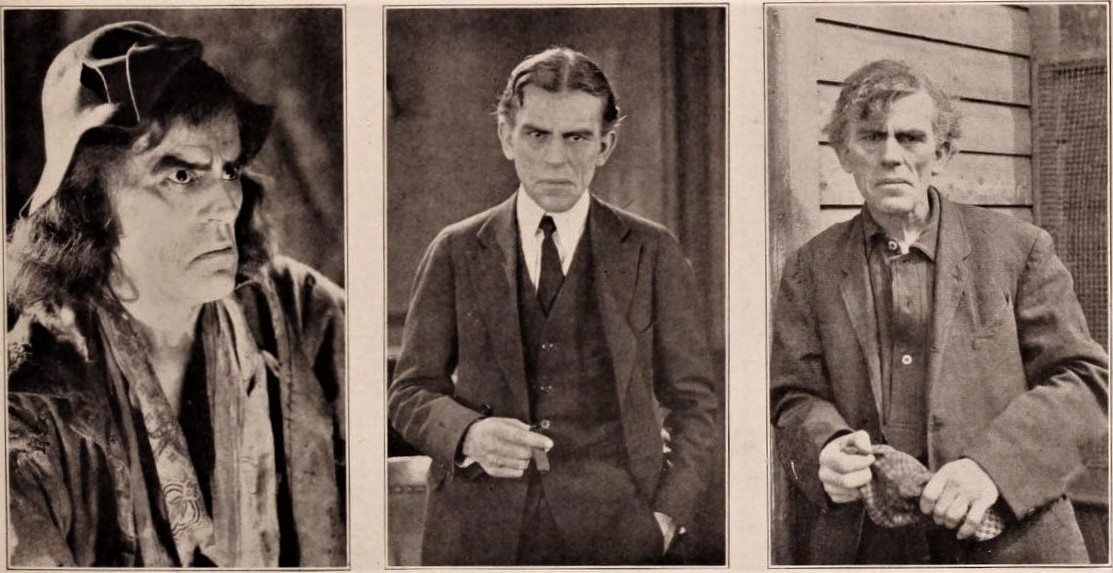
Galerie (de g. à d.) : dans Les Deux Orphelines (1921), lui-même et dans The Streets of New York (1922)

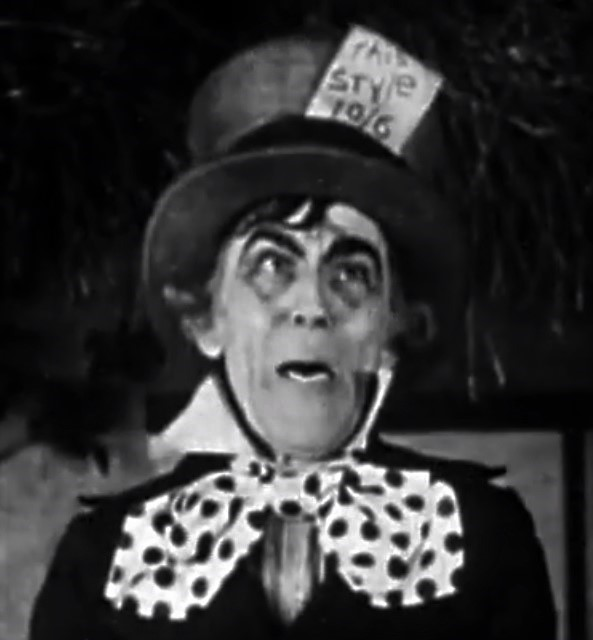
En chapelier fou dans Alice au pays des merveilles (1931)

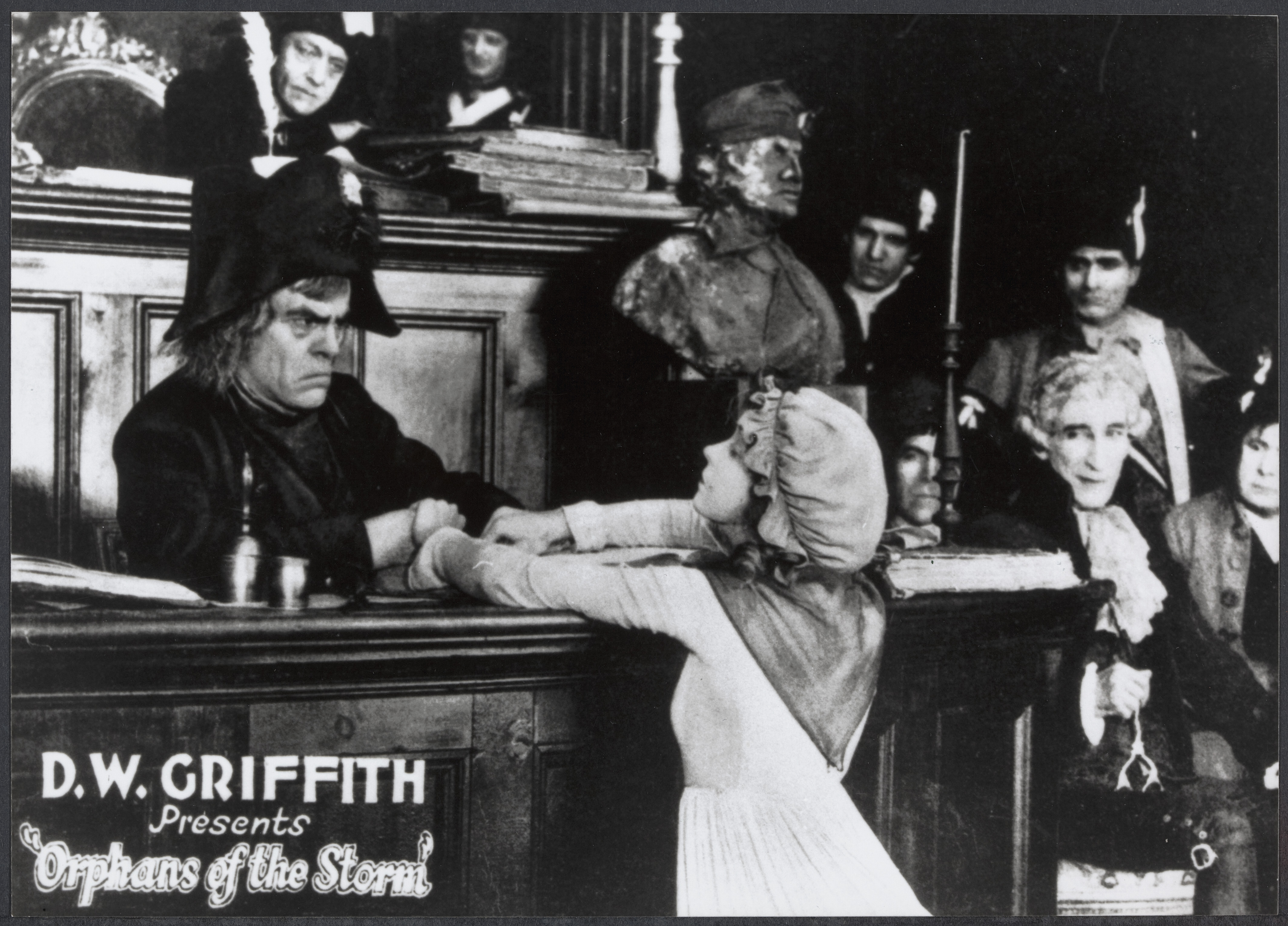
Les Deux Orphelines (1921), avec Leslie King en juge, Lillian Gish et Sidney Herbert en Robespierre (de g. à d.)

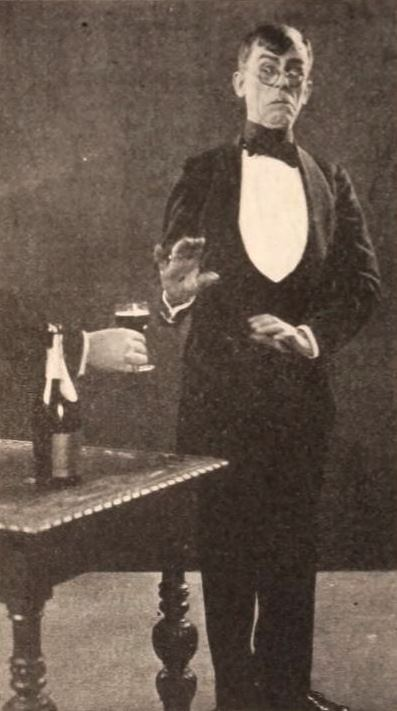
Dans Experience (1921)

D'abord acteur de théâtre, Leslie King joue notamment à Broadway (New York) dans des pièces principalement, depuis Rust de Robert Presnell Sr. (1924, avec Selena Royle) jusqu'à Delicate Story de Ferenc Molnár (1940, avec Edna Best et Norman Tokar). Entretemps, citons La Dernière Offensive de Napoléon de Walter Hasenclever (1933, avec Lloyd Corrigan et Lenore Ulric).
Au cinéma, il contribue à dix-sept films muets américains (y compris quatre courts métrages), les trois premiers sortis en 1916, dont le serial The Shielding Shadow (en) de Louis Gasnier et Donald MacKenzie (avec Grace Darmond et Léon Bary). Son dernier film muet est The New School Teacher (en) de Gregory La Cava (1924, avec Charles "Chic" Sale et Doris Kenyon). Dans l'intervalle, mentionnons Experience de George Fitzmaurice (1921, avec Richard Barthelmess et Marjorie Daw), Les Deux Orphelines de D. W. Griffith (1921, avec Dorothy et Lillian Gish) et The Streets of New York de Burton L. King (1922, avec Anders Randolf et Barbara Castleton).
Il revient brièvement à l'écran après le passage au parlant dans deux autres films américains, Alice au pays des merveilles (en) (1931, avec Ruth Gilbert (en) dans le rôle-titre, lui-même personnifiant le chapelier fou) puis The Horror (1932), tous deux réalisés par Bud Pollard.
Leslie King meurt en 1947, vers 71 ans.

## Filmographie partielle
- 1916 : Temperance Town de Thomas N. Heffron (court métrage) : Doc Sawyer
- 1916 : The Shielding Shadow (en) de Louis Gasnier et Donald MacKenzie (serial) : « One Lump Louie »
- 1919 : The Witness for the Defense (en) de George Fitzmaurice : Baram Singh
- 1919 : Here Comes the Bride (en) de John S. Robertson : Ashley
- 1920 : Idole d'argile (en) (Idols of Clay) de George Fitzmaurice : Blinky
- 1921 : Experience de George Fitzmaurice : La Mélancolie
- 1921 : Les Deux Orphelines (Orphans of the Storm) de D. W. Griffith : Jacques « qui n'oublie pas »
- 1922 : The Bond Boy d'Henry King : le procureur
- 1922 : The Streets of New York de Burton L. King : Badger
- 1923 : Quand vient l'hiver (en) (If Winter Comes) d'Harry Millarde : Humpo
- 1923 : Broadway Broke (en) de J. Searle Dawley : Mark Twain
- 1924 : The New School Teacher (en) de Gregory La Cava : un élève
- 1931 : Alice au pays des merveilles (en) (Alice in Wonderland) de Bud Pollard : le chapelier fou
- 1932 : The Horror de Bud Pollard : John Massey

## Théâtre à Broadway (intégrale)
(pièces, sauf mention contraire)
- 1924 : Rust de Robert Presnell Sr. : Martin
- 1925 : The Dagger de Marian Wightman : la taupe
- 1925-1926 : Oh! Oh! Nurse, comédie musicale, musique d'Alma M. Sanders,  lyrics  de Monte Carlo, livret de George E. Stoddard : James Fitzpatrick
- 1926 : The Right to Kill de Leo Urvantzov, adaptation d'Herman Bernstein : Dr Ziegler
- 1926 : Beau Gallant de Stuart Olivier : M. Ainsley
- 1926 : The Jeweled Tree de Garrett Chatfield Pier : Khnum
- 1929 : The Jade Gold, adaptation par William E. Barry du roman éponyme d'Alan Sullivan : Blunt
- 1930 : The Blue Ghost de Bernard J. McOwen et J. P. Riewerts : M. Gray
- 1932 : Incubator de John Lyman et Roman Bohnen : Jamison
- 1933 : La Dernière Offensive de Napoléon (Her Man of Wax) de Walter Hasenclever, adaptation de Julian F. Thompson, mise en scène d'Arthur Lubin : Professeur Zolney
- 1935 : Creeping Fire de Marie Baumer : un chanteur
- 1935 : Lady of Letters de Turner Bullock : Dr Newberry
- 1936 : Lady Luck d'Hyman Adler et R. L. Hill : Oncle Tige
- 1936 : Dorian Gray, adaptation par Jeron Criswell du roman Le Portrait de Dorian Gray (The Picture of Dorian Gray) d'Oscar Wilde : Parker
- 1937 : A Point of Honor de Jo Elsinger et Stephen Van Gluck : M. Chilton
- 1937 : Money Mad de Fritz Blocki : Cyrus P. Watts
- 1938 : Eye on the Sparrow de Maxwell Selser : Fejac Strode
- 1940 : Delicate Story de Ferenc Molnár, adaptation, mise en scène et production de Gilbert Miller : Summons Server